# Pulsedriver
Слобода́н Пе́трович (серб. Slobodan Petrović; род. 22 февраля 1974, Траппенкамп, Шлезвиг-Гольштейн) более известный под сценическим псевдонимом Pulsedriver — немецкий музыкальный продюсер, работающий в жанре электронной танцевальной музыки (прежде всего транс).

## Биография
Его карьера как диджея началась в 1990 году, когда он выступал в различных клубах Северной Германии под псевдонимом DJ Tibby. Оригинальное восприятие транс-музыки уже в то время наложило отпечаток на его настоящее творчество.
В начале 1996 году его первый релиз «Twilight Zone», вышедший под именем проекта Aqualoop, быстро стал популярен, и некоторое время исполнялся практически во всех клубах и дискотеках Германии. Вскоре, в 1997 году будучи уже очень известным в Европе продюсером и диджеем, он создаёт собственный лейбл Aqualoop Records и проект Pulsedriver, чей дебютный сингл назывался «Rhythmic Trip» и принес популярность молодому проекту. «Timemachine» и «I’m rushing» так же были весьма успешны. Последовавшая за ними работа «Kiss that sound» принесла проекту коммерческий успех, её появление в немецких танцевальных чартах привело Pulsedriver к росту популярности. Последующие релизы «I dominate U», «Take U high» и «Your Spirit is shining» принесли ещё больший успех. Слободан совершенствует звучание транс-музыки, его инновационный подход к созданию ремиксов придает оригинальное звучание хитам таких проектов, как Mellow Trax, Vengaboys, Brooklyn Bounce, Fragma. Также, Pulsedriver создаёт такие поджанры танцевальной музыки, как Trancecore и TechnoClub.
В 2003 году вышли ещё два сингла Pulsedriver — «Galaxy» и «Time», вызвавшие положительную оценку со стороны поклонников.
Самые известные проекты с участием Слободана — Pulsedriver, Rocco, Pinball, Dj Tibby, Aqualoop, The Trancecore Project, Topmodelz